# 小行星2917
小行星2917（2917 Sawyer Hogg）是一颗围绕太阳公转的小行星。1980年9月2日，愛德華·鮑威爾在可可尼诺县发现了此天体。
該小行星以美國-加拿大天文學家海倫·索耶·霍格命名。
这颗小行星的绝对星等为39.20571228644144等。